# Polygala kotovii
Polygala kotovii är en jungfrulinsväxtart som beskrevs av Val.N.Tikhom.. Polygala kotovii ingår i släktet jungfrulinssläktet, och familjen jungfrulinsväxter. Inga underarter finns listade i Catalogue of Life.